# 马蒂厄·克雷库友谊体育场
马蒂厄·克雷库友谊体育场是位于贝宁首都科托努市的一座综合性体育场，是上世纪70-80年代中国援助非洲体育场馆建设的一部分。

## 概况
友谊体育场于1977年12月开工，1982年6月竣工，同年11月20日移交。该项目占地面积30公顷，建筑面积49047平方米，包括3万人座体育场、5千人座体育馆、1千5百人座看台游泳池、网球场1个和100个床位的运动员宿舍一栋。

2015年12月10日，时任贝宁总统亞伊·博尼宣布，为了纪念已故前总统馬蒂厄·克雷庫为贝宁国家独立和发展、改善贝宁人民生活、促进次地区民主进程所作出的巨大贡献，将友谊体育场更名为马蒂厄·克雷库友谊体育场。

2018年11月2日，贝宁马蒂厄·克雷库友谊体育场维修项目施工场地正式移交仪式在体育场内举行。维修项目将由中国建筑西南设计院与中国五矿二十三冶项目组共同进行，维修任务合同额1.24亿元人民币，是继2004年和2012年之后对体育场进行的第三次大型翻修。施工范围包括体育场田径区和跑道区、体育场电缆等全部维修更换，新增新闻发布厅会议系统、消防和发电机设备用房，增加维修体育场东看台下出租区、维修疏通体育中心所有排水管网等。根据移交文件，贝宁马蒂厄·克雷库友谊体育场维修项目于2018年11月2日正式开工，2020年11月1日正式竣工。
球场当前是貝寧超級足球聯賽球队科托努足球俱乐部的主场。